# Чистополье (Луганская область)
Чистополье (укр. Чистопілля) — село, относится к Новоайдарскому району Луганской области Украины.
Население по переписи 2001 года составляло 89 человек. Почтовый индекс — 93523. Телефонный код — 6445. Занимает площадь 0,59 км². Код КОАТУУ — 4423186205.

## История
Указом ПВС УССР от 15.11.1972 года посёлку третьего отдела совхоза «Новый Айдар» присвоено наименование село Чистополье

## Местный совет
93523, Луганська обл., Новоайдарський р-н, с-ще Побєда, вул. Леніна, 39  (укр.)